# Tamás Kulifai
Tamás Kulifai (* 21. Februar 1985 in Budapest) ist ein ehemaliger ungarischer Kanute.

## Karriere
Tamás Kulifai, zu der Zeit Mitglied beim MTK Budapest, wurde 2011 in Szeged im Zweier-Kajak mit Dávid Tóth über 500 Meter Weltmeister. Im Anschluss nahm an er den Olympischen Spielen 2012 in London teil, bei denen er neben Zoltán Kammerer, Dávid Tóth und Dániel Pauman zum ungarischen Aufgebot im Vierer-Kajak gehörte. In ihrem Vorlauf sicherten sie sich mit einem Sieg sogleich die direkte Finalqualifikation. Im Endlauf überquerten die Ungarn nach 2:55,699 Minuten als Zweite die Ziellinie, hinter den siegreichen Australiern und vor der tschechischen Mannschaft, womit Kulifai, Kammerer, Tóth und Pauman die Silbermedaille gewannen.
Bei den Europameisterschaften 2013 in Montemor-o-Velho gewann Kulifai über 1000 Meter im Vierer-Kajak die Bronzemedaille, die Besetzung entsprach dabei der olympischen Mannschaft des Vorjahres. Ein Jahr später sicherte er sich bei den Weltmeisterschaften 2014 in Moskau in dieser Disziplin mit Kammerer, Pauman und Tóth ebenfalls Bronze. 2015 verbesserten sie sich in Mailand bei den Weltmeisterschaften schließlich auf den zweiten Platz und gewannen bei den Europaspielen in Baku die Goldmedaille. Bei den Weltmeisterschaften 2022 in Dartmouth belegte Kulifai im Zweier-Kajak über 1000 Meter mit Bálint Noé den dritten Platz.
Für seine Olympiamedaille im Jahr 2012 erhielt Kulifai das Ritterkreuz des Ungarischen Verdienstordens. 